# Avalon (pel·lícula de 2001)
Avalon (アヴァロン, Avaron), també coneguda com Gate to Avalon, és una pel·lícula de 2001 de gènere dramàtic i de ciència-ficció dirigida per Mamoru Oshii i escrita per Kazunori Itō. Una coproducció internacional del Japó i Polònia protagonitzada per Małgorzata Foremniak com Ash, una jugadora d'un videojoc il·legal de realitat virtual el sentit de la qual de la realitat es veu desafiat mentre intenta desentranyar la veritable naturalesa i el propòsit del joc. Avalon es va rodar a Wrocław, Nowa Huta, la fortalesa de Modlin i Varsòvia. La pel·lícula de 2009 Assault Girls, escrita i dirigida per Oshii, és una seqüela independent ambientada en el mateix univers fictici que Avalon.

## Argument
En un futur pròxim, moltes persones es tornaran addictes a Avalon, un shooter de realitat virtual de temàtica militar. En el joc, jugadors en solitari o en grups assalten nivells plens d'enemics controlats per la IA i jugadors contraris. Els guanyadors són recompensats amb punts d'experiència i diners del joc, que poden canviar-se per diners en efectiu, la qual cosa permet als jugadors experts guanyar-se la vida. A mesura que els seus cervells interactuen directament amb el joc, Avalon imposa importants tensions mentals als jugadors i els ha deixat catatònics en molts casos. Ash és una jugadora famosa per les seves habilitats, que només juga en solitari després que el seu equip Team Wizard es va dissoldre. Després d'una missió de Classe A, el GM (Game Màster) li adverteix del perill del següent nivell i li suggereix que s'uneixi a un grup. L'endemà, Ash observa a un personatge classe Bishop batre el seu temps rècord en la mateixa missió. Intrigat, Ash intenta aprendre sobre ell o el seu avatar, però no ho aconsegueix. Quan surt de la terminal de joc, el jugador Bishop l'observa.
Ash es troba amb un excompany d'equip, Stunner, qui esmenta a Murphy, el seu ex líder d'equip. Mentre els dos visiten a Murphy en un hospital, Stunner li diu que Murphy va ser després d'un NPC ocult en Avalon, una jove sobrenomenada "fantasma". La nena és suposadament l'única porta d'entrada al rumorejat Special A, una missió extremadament gratificant però increïblement desafiadora on els jugadors no poden "reiniciar" (una mecànica que permet als jugadors avortar la missió sense que els seus avatars morin ). Els jugadors que van perseguir el "fantasma" mai es van despertar del joc i es van convertir en "No tornats". Mentre Ash camina pel passadís, una noia que sembla "fantasma" l'observa. Ash mira a Murphy, que ara està en coma.
A casa, Ash busca paraules sobre Avalon, no retornat i el fantasma. La cerca la porta a les "Nou Germanes", una altra referència de la llegenda artúrica. Investigar i qüestionar més a fons el transgènic resulta infructuós. En ingressar al joc, Ash rep una invitació a una reunió i és emboscada per un grup de agressors, que la van atreure allí per robar el seu equip. Després de dominar a un jugador, el líder del grup revela que només les veritables Nou Germanes (les creadores d’Avalon) saben com accedir a l'Especial A. Són interromputs per un helicòpter d'atac que mata a la majoria dels jugadors. A causa d'un retard, els míssils de l'helicòpter es teletransporten enfront d’Ash. Ella es "reinicia" i abandona el joc, evitant per poc perdre el seu avatar. De camí a casa, Ash nota que les persones al seu voltant estan immòbils, a excepció d'un gos. A casa, després d'acabar de preparar el menjar per al seu gos, s'adona que ha desaparegut. Sent passar l'helicòpter del joc.
L'endemà, Stunner coneix a Ash. Ell li parla d'un jugador de Bishop d'alt nivell que pot fer aparèixer el fantasma i és buscat pels grups que busquen ingressar a l'Especial A. Abans de convertir-se en no retornat, el mateix Murphy era jugador de Bishop. A la seva casa, Ash rep la visita del jugador Bishop. Ell s'ofereix a formar un grup amb ella i ella accepta. Ash arriba a la terminal del joc i li diu a la recepcionista que planeja ingressar a l'Especial A per a buscar a Murphy. Ella ingressa al joc, malgrat els advertiments de la recepcionista i el gerent general.
En el joc, Ash coneix al jugador Bishop, de qui sospita que treballa per a les Nou Germanes . Arriba Stunner i revela que ha estat ajudant a Bishop a reclutar a Ash tot el temps. El grup s'enfronta a la Ciutadella, un cap enorme. Stunner, Bishop i els seus ninots convocats distreuen al gegant, mentre Ash ataca el seu punt feble. Després que la Ciutadella és destruïda, Stunner veu al fantasma. Després, un enemic li dispara. Abans de ser expulsat del joc, Stunner li explica a Ash l'única manera de matar al fantasma. Ash persegueix el fantasma i aconsegueix matar-lo, convertint-lo en una porta d'entrada. Ash entra per la porta d'entrada i desapareix.
Ash "es desperta" de la cabina de joc, que es troba al seu apartament, vestida de civil i sense equip. Bishop la contacta i li diu que està en Classe Real . L'única manera de sortir del joc és completar l'objectiu: derrotar els No Retornats que es queden aquí. Ash pren l'arma proporcionada i es dirigeix al seu destí, un concert amb temàtica d’Avalon a càrrec de l'Orquestra Filharmònica de Varsòvia. En el camí, queda atònita davant el món vibrant i bulliciós, que contrasta marcadament amb els nivells anteriors i amb el món exterior al joc. A la sala de concerts, Ash veu a Murphy i surten per parlar. Mentre confronta a Murphy sobre la seva decisió de romandre en el joc, ell afirma que prefereix la "realitat" dins d’Avalon. Ash fereix mortalment a Murphy, qui la insta a quedar-se i després desapareix. Ash entra a la sala de concerts ara buida i veu el fantasma en l'escenari. Ash apunta amb la seva arma al fantasma, qui mostra un somriure. El text "Benvingut a Avalon" està barrejat.

## Repartiment
- Małgorzata Foremniak com a Ash
- Władysław Kowalski com a Mestre del joc
- Jerzy Gudejko com a Murphy
- Dariusz Biskupski com a bisbe
- Bartek Świderski com a Stunner
- Katarzyna Bargiełowska com a recepcionista
- Alicja Sapryk com a Jill
- Michał Breitenwald com a Murphy de les nou germanes
- Zuzanna Kasz com a fantasma
- Jarosław Budnik com a Cooper (veu en off)
- Andrzej Dębski com a Cusinart (veu en off)
- Beszamel com el gos de Ash

## Producció
Encara que la pel·lícula va ser produïda i dirigida per un equip japonès, és un treball meitat europeu, meitat asiàtic ja que Avalon va ser coproduïda per una companyia cinematogràfica polonesa, protagonitzada per actors polonesos i filmada principalment en Varsòvia i a la Fortalesa Modlin, Polònia, amb actors i diàleg polonesos. Tanmateix, es va crear un doblatge japonès per al llançament japonès original de la pel·lícula i està disponible en el DVD de la regió japonesa 2.
"Rodar-la al Japó era impossible", va advertir Oshii a l'entrevistador Andrez Bergen en un important article que va aparèixer en el periòdic japonès Yomiuri Shimbun el 2004. "No vaig pensar a utilitzar un repartiment japonès. Vaig pensar a rodar al Regne Unit o Irlanda, però les ciutats i els paisatges de Polònia coincidien amb la meva imatge per a la pel·lícula".
Segons Oshii, una dels avantatges de rodar la pel·lícula a Polònia va ser que les Forces Armades poloneses estaven disposades a prestar el seu equip (tancs T-72 i helicòpters d'atac Mi-24, entre altres) als realitzadors sense cap cost addicional.
A Europa, Avalon es va projectar fora de competició al 54è Festival Internacional de Cinema de Canes va obtenir premis en altres festivals europeus i als Estats Units: a Espanya, va ser premiada com a "Millor Fotografia" al XXXIV Festival Internacional de Cinema Fantàstic de Catalunya (2001), i va guanyar el premi a la "Millor Pel·lícula" a Sci-Fi-London (2002).
No obstant això, la pel·lícula va rebre només un llançament limitat a Amèrica del Nord (amb la major part de la seva base de fans creada a través de la circulació de DVD pirates importats d'Àsia) fins que Miramax la va llançar en DVD a la fi de 2003. La versió nord-americana ha afegit narració perquè al públic li resulti més fàcil comprendre la trama; Encara que s'ofereix l'opció de veure la pel·lícula sense la sobregrabación en anglès, els subtítols encara mostren el diàleg agregat. El DVD sense regió britànica té subtítols literals en anglès que expliquen millor la connexió amb el Rei Artur i no mostra diàlegs addicionals. Aquesta ajuda a l'espectador no es va utilitzar en països europeus, com França, on les edicions locals només inclouen subtítols opcionals sobre la peça d'òpera cantada en polonès, únicament en la versió original parlada en polonès.